# Mapa polityczna
Mapa polityczna – małoskalowa mapa tematyczna prezentująca duże obszary (świat, kontynenty lub ich części), której głównym celem jest pokazanie państw i terytoriów zależnych.
Na mapach politycznych przeważnie nie zwraca się uwagi na geograficzne czy osadnicze elementy takie jak rzeźba terenu, sieć osadnicza, drogowe i kolejowe linie komunikacyjne itp.

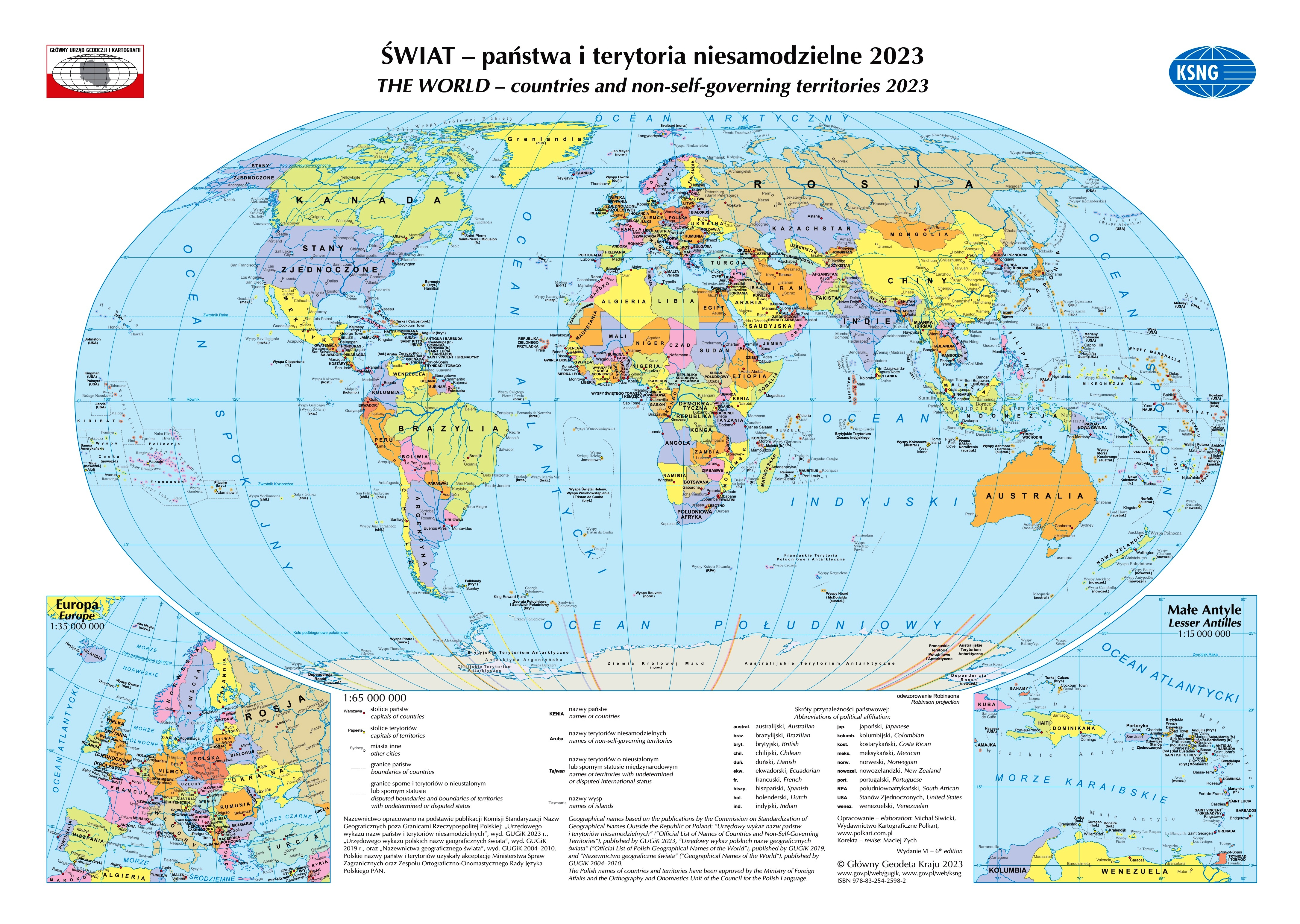
Oficjalna mapa polityczna świata wg polskiej Komisji Standaryzacja Nazw Geograficznych
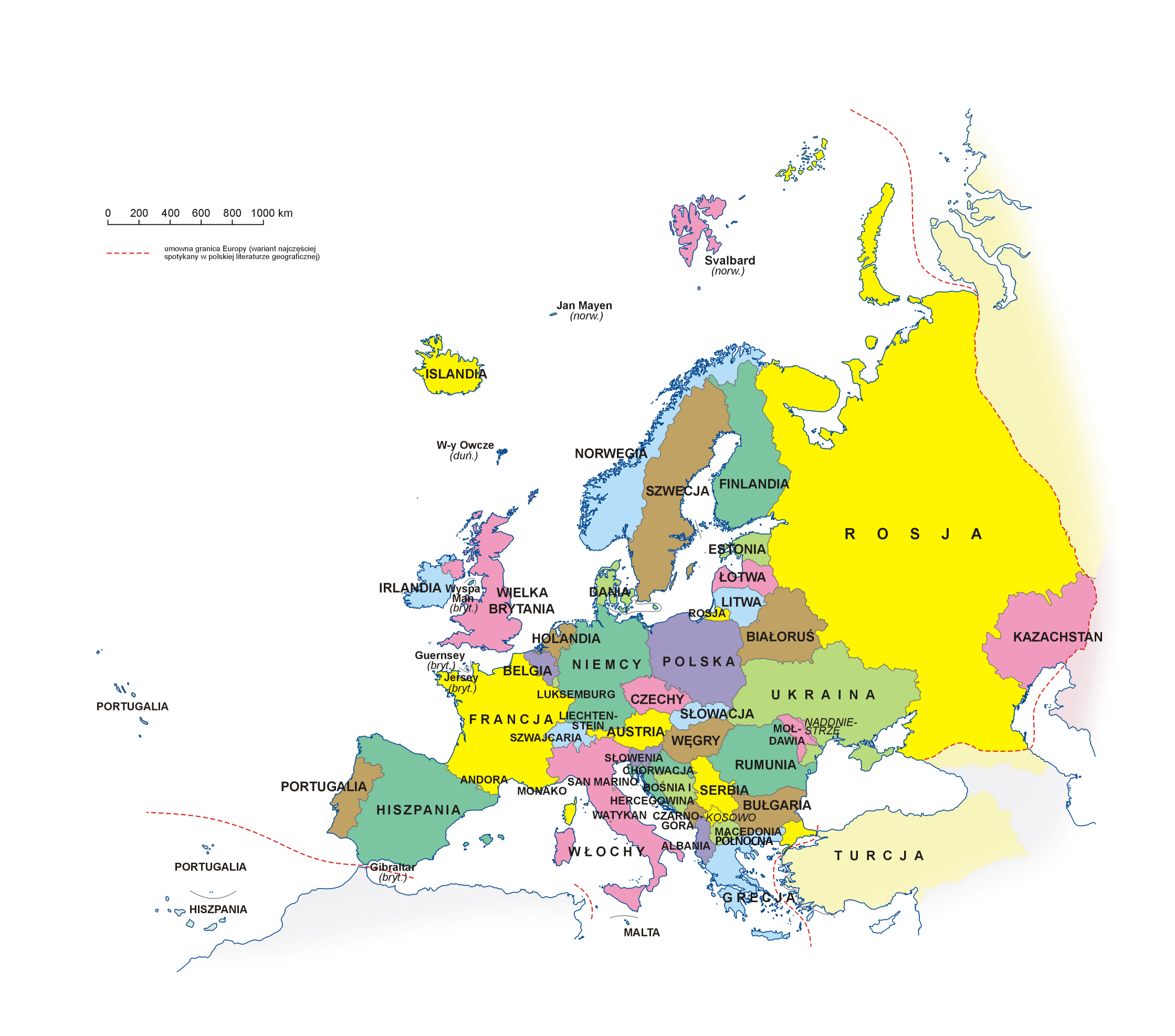
Mapa polityczna Europy
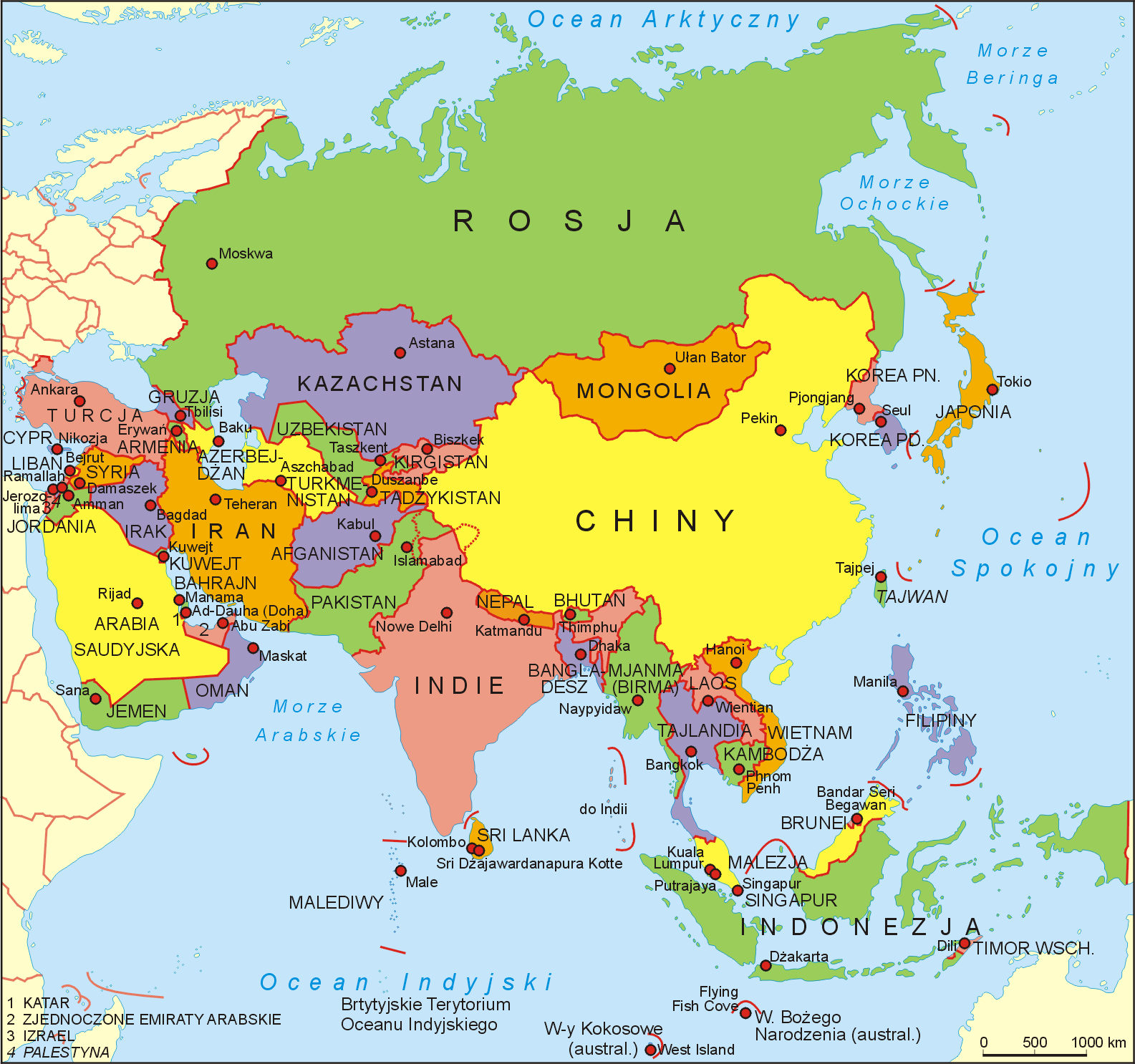
Mapa polityczna Azji
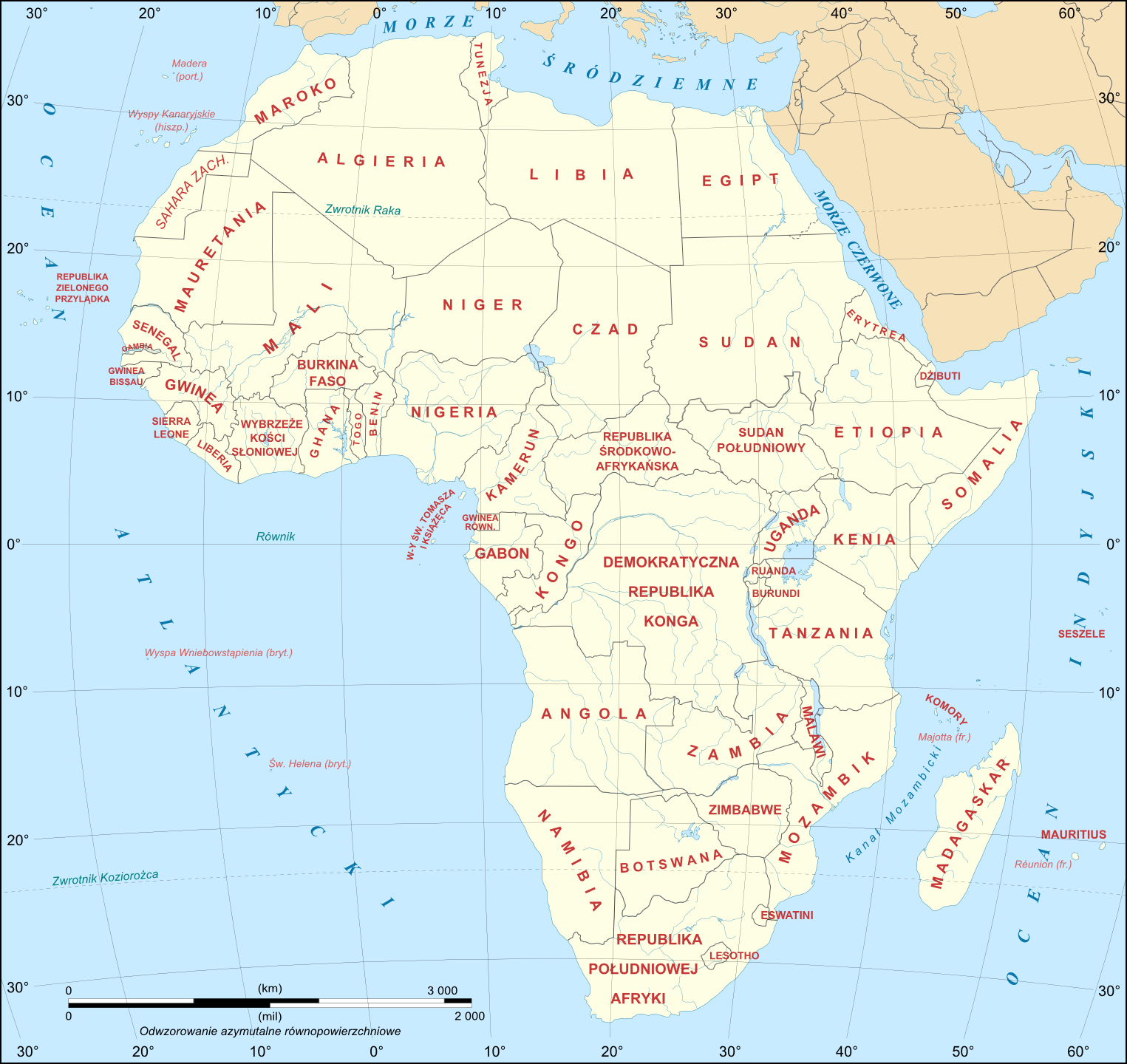
Mapa polityczna Afryki
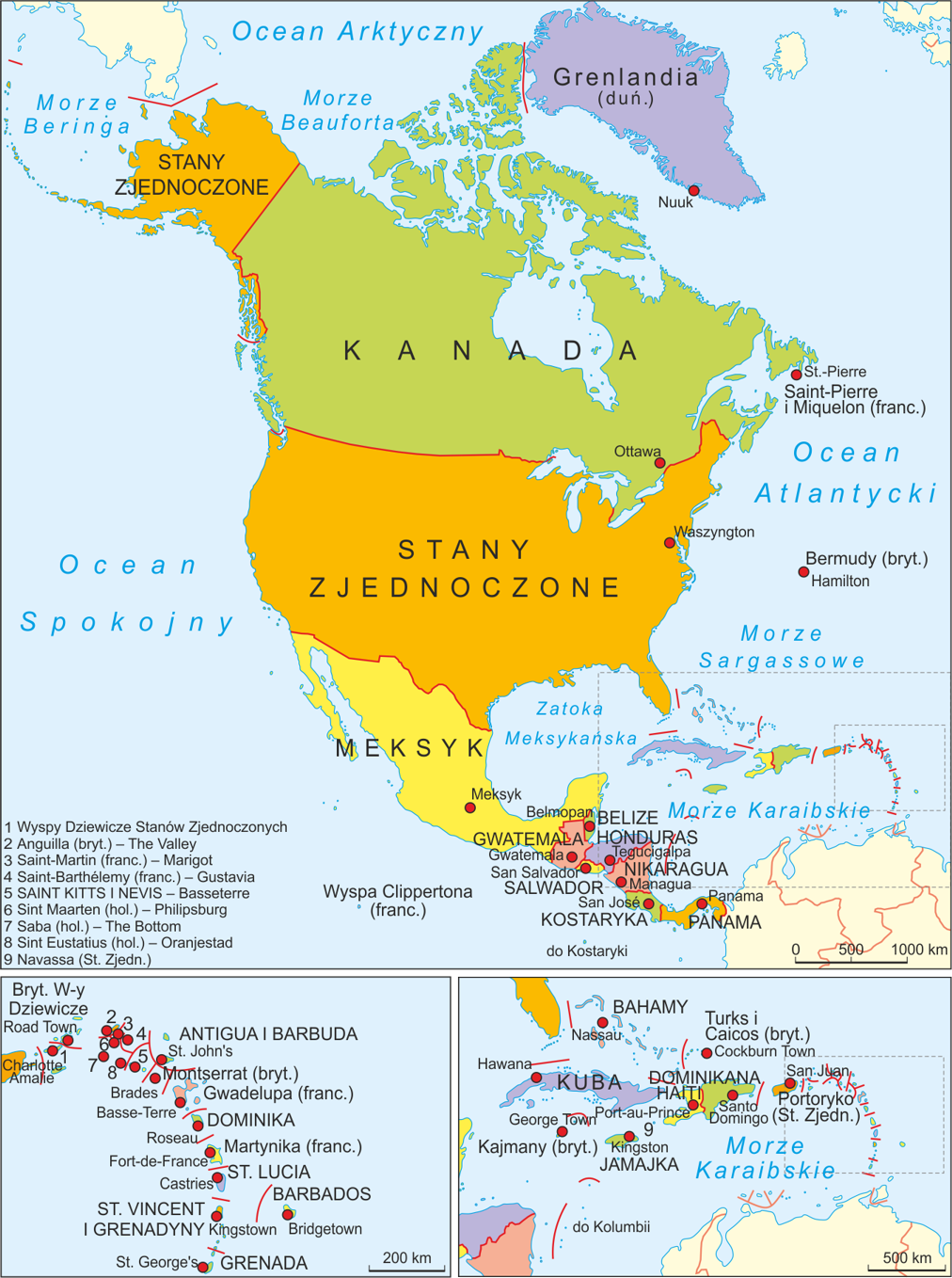
Mapa polityczna Ameryki Północnej
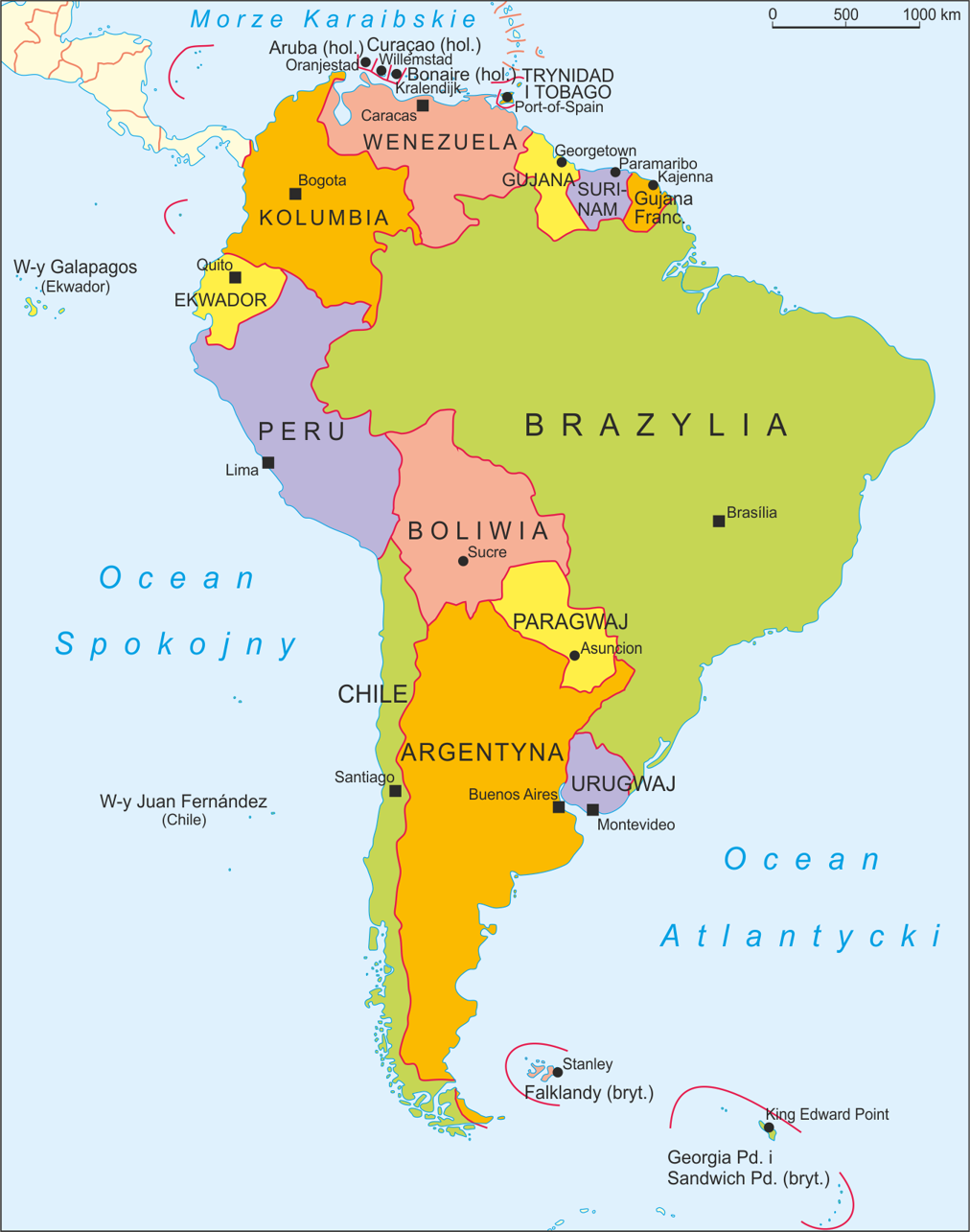
Mapa polityczna Ameryki Południowej
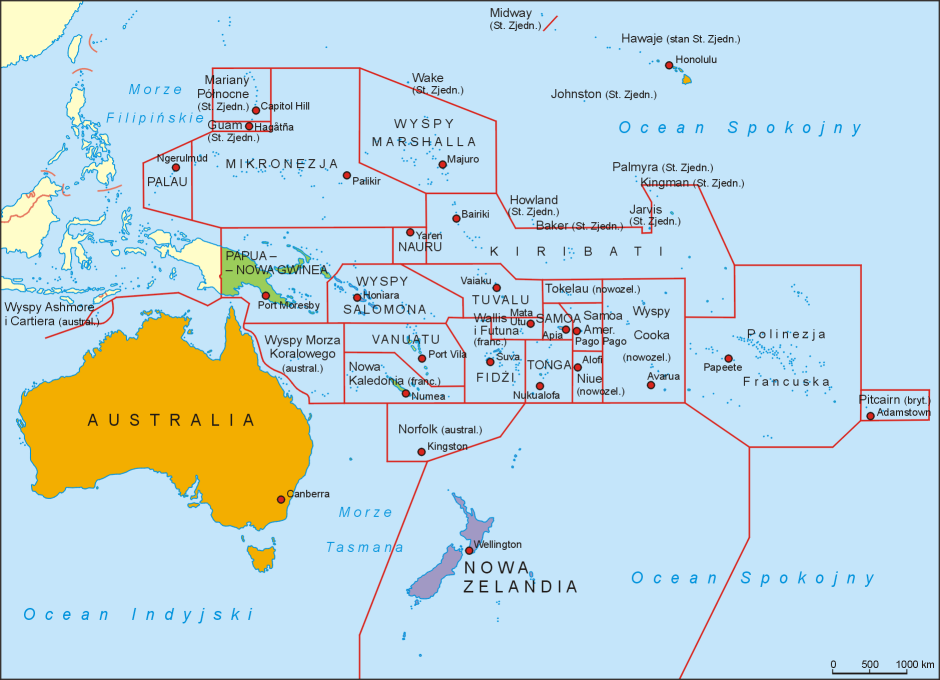
Mapa polityczna Australii i Oceanii